# Slim Harpo
James Isaac Moore, conocido artísticamente como Slim Harpo (West Baton Rouge, Luisiana, 11 de enero de 1924 - 31 de enero de 1970) fue un bluesman estadounidense, conocido por su maestría creando sonidos de blues con su armónica. Su apodo "Harpo" era un derivado de "harp", nombre cariñoso para la armónica entre los músicos de blues.

## Inicios
Harpo nace en West Baton Rouge, Luisiana, bajo el nombre de James Isaac Moore, en el año 1924. Queda huérfano a los 10 años de edad y se ve obligado a ir a trabajar en los muelles en Nueva Orleans a fin de mantener a su hermano y hermanas pequeños. Un tiempo más tarde regresa a Baton Rouge y encuentra trabajo como jornalero; al mismo tiempo empieza a interesar por el mundo de la música, viéndose influenciado e inspirando por la leyenda de la armónica Little Walter. En sus inicios como músico se hace llamar "Harmonica Slim". Trabaja de vez en cuando como apoyo musical tocando la armónica y la guitarra para Lightnin' Slim. Durante finales de 1930 y principios de 1940 realizarán actuaciones en bares de Baton Rouge.

## Carrera
Lightnin' Slim grababa en aquel momento con el productor musical JD "Jay" Miller, quien tenía un acuerdo con Excello Records. Miller grababa sus temas de blues en su propio estudio de Crowley, Luisiana y se los enviaba a Nashville, Tennessee, desde donde eran distribuidos a nivel nacional. Lightnin' los presentó, y a finales de los 50's Slim Harpo empezará a realizar grabaciones para él. En 1957 consiguió su primer sencillo, "I'm a King Bee", que se comercializó en un disco a doble cara con "I Got Love If You Want It". Las grabaciones tuvieron un éxito razonable debido a los ritmos pegadizos de ambas composiciones.
Pese a tener una relación a veces contenciosa, Harpo y Miller realizaron más grabaciones juntos, grabaciones que se converirían en clásicos de R&B como "Rainin' In My Heart"(1961) y "Baby Scratch My Back" (1966), que se convirtió en número uno de la lista Billboard. Durante su carrera Harpo contó con diversos acompañantes, otros músicos de Excello Records como el guitarrista Rudy Richard, el bajista James Johnson y el batería Jesse Kinchen.

## Influencia
Varias bandas de rock británicas, como The Rolling Stones, The Pretty Things, The Yardbirds o Pink Floyd realizaron versiones de canciones de Harpo en sus primeros repertorios. A partir del éxito de 1966 "Shake Your Hips" (influenciada por la anterior "Bring It to Jerome" de Bo Diddley), artistas como los Rolling Stones o Joan Osborne han realizado covers de la canción (Los Rollings la añadieron en su álbum de 1972 "Exile On Main Street", y Joan Osborne en el 2012 para "Bring It On Home".
Las grabaciones de Harpo también han sido ampliamente reconocidas en círculos afroamericanos. Gil Scott-Heron versionó "I'll Take Care of You" para su último álbum de estudio, "I'm New Here". Esta misma canción también apareció en el álbum de mezclas de Jamie XX "We're New Here". Otras versiones de la obra de Harpo incluyen el "I'll Take Care of You" de The Kinks, "I'm the Face" por The Who, "Don't Start Crying Now" de Van Morrison y "I'm a King Bee", tema tocado, entre otros, por The Rolling Stones, Muddy Waters, The Grateful Dead, Pink Floyd o The Doors.
En el 2012 "I'm a King Bee" se usó en un anuncio de Jack Daniels Tennessee Honey Whiskey versionada por la banda de blues de San Francisco The Stone Foxes.

## Vida personal
Slim Harpo se casó joven con Lovelle Casey, quien le apoyara en su carrera musical e incluso es coautora de numerosos temas con él. Pese a su moderado éxito Harpo nunca fue músico a tiempo completo, de hecho en los 60s fue dueño de su propio negocio de transportismo.
Murió a causa de un ataque al corazón con 46 años, 20 días después de su cumpleaños. Fue enterrado en el cementerio Mulatto Bend de Port Allen, Luisiana.